# Frustration Ridge, Antarktis (1)
Frustration Ridge är en bergstopp i Antarktis. Den ligger i Östantarktis. Nya Zeeland gör anspråk på området. Toppen på Frustration Ridge är 2 130 meter över havet.
Terrängen runt Frustration Ridge är huvudsakligen kuperad, men norrut är den platt.  Trakten är obefolkad. Det finns inga samhällen i närheten. 